# Convento delle Bettine
Il convento delle "Bettine", che trae il suo nome dal popolare appellativo dato alle suore che vi dimorano, si trova a Campi Bisenzio, nel quartiere di San Martino.

## Storia
Fu edificato tra il 1885 ed il 1887 per iniziativa della fondatrice del Terzo Ordine Carmelitano di Santa Teresa, la Beata Teresa Maria della Croce, al secolo Teresa Manetti, che fin dagli anni settanta aveva creato una congregazione religiosa, ospitata in alcuni caseggiati dei dintorni. Il successo del nuovo ordine, sia come vocazioni che come risultati, fece sì che "Bettina" (come era chiamata Teresa fin da piccola dai compaesani) decidesse di costruire un vero e proprio convento, abbandonando le sistemazioni fortunose. Nell'occasione, Bettina ebbe anche l'intelligente idea di costruirvi accanto una chiesa, per risolvere il secolare isolamento della frazione di San Martino dalla propria chiesa, dovuto ad una deviazione del corso del Bisenzio avvenuto nel 1328 e che rendeva difficoltose le partecipazioni alle funzioni in occasione delle frequenti piene.
La chiesa oggi ospita la tomba della fondatrice; il Convento è oggi Casa Madre dell'ordine, mentre le attività organizzative sono state spostate, per ragioni di comodità logistica, nella Casa Generalizia di Via Rucellai a Firenze